# Young Buffalo Bill
Young Buffalo Bill è un film del 1940 diretto da Joseph Kane.
È un film western statunitense con Roy Rogers e George 'Gabby' Hayes.

## Produzione
Il film, diretto da Joseph Kane su una sceneggiatura di Harrison Jacobs, Robert Yost e Gerald Geraghty con il soggetto di Norman Houston, fu prodotto da Kane, come produttore associato, per la Republic Pictures e girato a Santa Clarita, nell'Iverson Ranch a Chatsworth e nel Vasquez Rocks Natural Area Park, in California. Il titolo di lavorazione fu Buffalo Bill, Plainsman.

## Colonna sonora
- Rollin' Down to Santa Fe - scritta da Walter G. Samuels, cantata da Roy Rogers e George 'Gabby' Hayes
- Blow, Breeze, Blow - scritta da Peter Tinturin, cantata da Roy Rogers

## Distribuzione
Il film fu distribuito negli Stati Uniti dal 12 aprile 1940 al cinema dalla Republic Pictures. È stato distribuito anche in Brasile con il titolo O Jovem Buffalo Bill e in Grecia con il titolo O gyios tou Buffalo Bill.